# Liste der Kulturdenkmäler in Baldringen
In der Liste der Kulturdenkmäler in Baldringen sind alle Kulturdenkmäler der rheinland-pfälzischen Ortsgemeinde Baldringen aufgeführt. Grundlage ist die Denkmalliste des Landes Rheinland-Pfalz (Stand: 8. Februar 2023).

## Einzeldenkmäler
| Bezeichnung                           | Lage                                 | Baujahr                | Beschreibung                                     | Bild            |
| ------------------------------------- | ------------------------------------ | ---------------------- | ------------------------------------------------ | --------------- |
| Katholische Filialkirche St. Nikolaus | Kapellenstraße 4 Lage                | 1822                   | kleiner Saalbau, bezeichnet 1822                 | BW              |
| Gedenkstein                           | östlich des Ortes an der K 145 Lage  | 1928                   | Bildstock aus Kunststein mit Reliefaufsatz, 1928 | BW              |
| Flurkapelle                           | westlich des Ortes an der K 145 Lage | spätes 19. Jahrhundert | Putzbau, spätes 19. Jahrhundert                  | Fotos hochladen |
| Wegekreuz                             | westlich des Ortes an der K 145 Lage | 1819                   | Wegekreuz, bezeichnet 1819                       | Fotos hochladen |